# Charles Kennedy

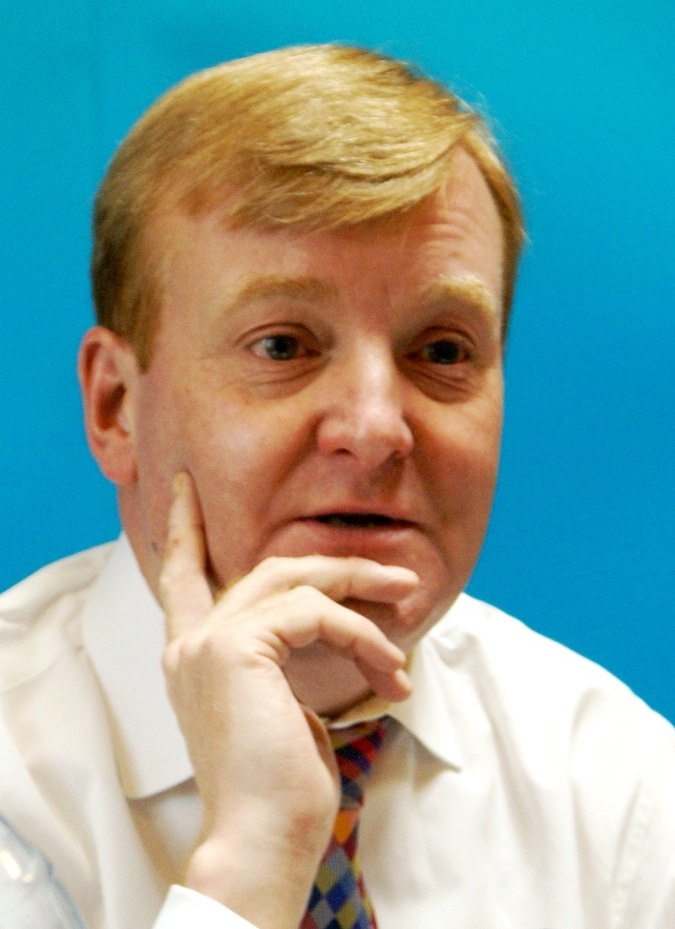
Charles Kennedy (2006)

Charles Peter Kennedy (* 25. November 1959 in Inverness; † 1. Juni 2015 in Fort William (Highland)) war vom 9. August 1999 bis 7. Januar 2006 der Vorsitzende der Liberal Democrats, der drittstärksten Partei Großbritanniens. Bei den Unterhauswahlen vom 5. Mai 2005 trat er gegen den amtierenden Premierminister Tony Blair von der Labour Party und den Vorsitzenden der Konservativen Partei, Michael Howard, an. Trotz Stimmen- und Sitzgewinnen für seine Partei gelang es ihm nicht, eine weitere absolute Mehrheit für die Labour Party zu verhindern. Seine Liberaldemokraten blieben innerhalb der britischen Parteienlandschaft die drittgrößte Partei. Kennedy trat am 7. Januar 2006 zurück, nachdem er unter Druck geraten war, weil er sich öffentlich zu seinen Alkoholproblemen bekannt hatte.

## Leben
Kennedy entstammte einer römisch-katholischen schottischen Familie und besuchte die Lochaber High School in Fort William. Danach studierte er Politikwissenschaften und Philosophie an der University of Glasgow. Dort begann er, politisch aktiv zu werden. Er war dort Präsident der Glasgow University Union und geriet ins Rampenlicht, da diese als letzte Organisation ihrer Art keine Frauen als Mitglieder zuließ; widerstrebend ließ er nach starkem öffentlichen Druck diese Regelung abschaffen. Kurze Zeit später wurde er Mitglied der Sozialdemokratischen Partei SDP.
Danach arbeitete er für die BBC Highland als Journalist und erhielt nach einiger Zeit ein Fulbright-Forschungsstipendium, das ihn an die Indiana University in den Vereinigten Staaten brachte.

### Politische Karriere
Während er sich noch in den USA aufhielt, wurde Kennedy von seiner Partei als Kandidat für den scheinbar aussichtslosen Wahlkreis Ross, Cromarty und Skye nominiert. Diesen gewann er bei den Wahlen von 1983 entgegen der eigenen Erwartung (er war mit dem Flugzeug bereits, bevor die Wahllokale geschlossen hatten, in die USA zurückgeflogen) gegen seinen konservativen Gegenkandidaten Hamish Gray – Minister im Kabinett von Margaret Thatcher – und zog im Alter von nur 23 Jahren als jüngster Abgeordneter ins Unterhaus ein. Seinen Sitz verteidigte er in vier weiteren Unterhauswahlen. Seine akademische Laufbahn gab er dafür auf.
Ende der 80er Jahre vereinigten sich die SDP und die Liberalen, die schon vorher eine Allianz gebildet hatten, zu einer neuen Partei, die zunächst Social and Liberal Democratic Party hieß und später in Liberal Democrats umbenannt wurde. Er übte für die Partei verschiedene Funktionen im Parlament aus. Er war zudem von 1990 bis 1994 Parteivorsitzender.

### Politik
Nach dem Rücktritt Paddy Ashdowns wurde Charles Kennedy am 9. August 1999 bei drei Gegenkandidaten zum neuen Vorsitzenden der Liberaldemokraten gewählt. Kennedy wird im Vergleich zu seinem Vorgänger ein eher zurückhaltender Führungsstil attestiert. Auch wenn er gelegentlich als Leichtgewicht abgetan wurde, bescheinigten ihm Meinungsumfragen eine positive Bewertung als Parteivorsitzender und potenzieller Premierminister bei vielen Briten. Im Gegensatz zu seinem Vorgänger ging er eher auf Distanz zur Labour Party und ihrem „New Labour“-Parteikurs. Er beendete zwischenzeitlich etablierte gemeinsame Gesprächsrunden beider Parteien.
Auch Kennedy strebte den Durchbruch seiner Partei und den Aufstieg zur zweitstärksten Kraft im Parlament an. Bei der ersten Unterhauswahl unter seiner Führung gewannen die Liberaldemokraten 1,5 Prozentpunkte der Wählerstimmen hinzu und erlangten 18,5 Prozent sowie 52 Parlamentssitze. Aufgrund des britischen Wahlsystems konzentrieren die Liberaldemokraten ihre Strategie auf den Gewinn aussichtsreicher Wahlkreise, vor allem solcher, die von den Konservativen gehalten werden. Doch versucht seine Partei auch, von Stimmen unzufriedener Labour-Anhänger zu profitieren, insbesondere von Gegnern des Irakkriegs, zu dessen prominentesten Gegnern er gehörte. Bei einigen Nachwahlen zum Unterhaus war seine Partei erfolgreich.
Bei den Unterhauswahlen am 5. Mai 2005 gelang es ihm, den Stimmenanteil seiner Partei um mehr als drei Prozentpunkte zu steigern und einige Sitze für die Liberaldemokraten hinzuzugewinnen. Dennoch blieb seine Partei hinter der Labour Party und den konservativen Tories deutlich abgeschlagen die dritte Kraft im politischen System des Vereinigten Königreichs. Das Ziel einer Regierungsbeteiligung konnte wegen der erneuten absoluten Mehrheit der Labour Party unter Premierminister Tony Blair nicht erreicht werden.
Am 7. Januar 2006 gab Kennedy bekannt, bei den bevorstehenden Neuwahlen nicht mehr für den Parteivorsitz kandidieren zu wollen, nachdem er wegen seines Eingeständnisses, Alkoholprobleme zu haben, unter innerparteilichen Druck geraten war. Während Kennedy von Medien und Parteibasis überwiegend Zuspruch erhielt, rückten die Unterhausabgeordneten seiner Partei von ihm ab. Sein Nachfolger wurde Sir Walter Menzies Campbell, der bereits seit 2003 von Kennedys Alkoholproblem wusste und gemeinsam mit anderen Parteimitgliedern versucht hatte, ihn zu einer Behandlung zu überreden.
2010 stimmte Kennedy gegen eine Koalition mit den Konservativen im britischen Unterhaus, da er trotz seiner Distanz zur Labour Partei diese als Wunschpartner in einer Koalition links der Mitte ansah.
Bei der Unterhauswahl 2015 verlor Kennedy seinen schottischen Wahlkreis Ross, Skye and Lochaber, den er seit 30 Jahren für die Liberal Democrats gehalten hatte, an seinen Gegenkandidaten Ian Blackford von der Scottish National Party.

### Privatleben
Charles Kennedy heiratete im Juli 2002 Sarah Gurling, von der er 2010 geschieden wurde. 2005 wurde ihr gemeinsamer Sohn geboren.
Hinter Berichten über den schlechten Gesundheitszustand Kennedys während der Irak- und Haushaltsdebatten 2003 wurden Alkoholprobleme vermutet, was sich aber als weitgehend haltlos herausstellte. Um weiteren Spekulationen zuvorzukommen, gab Kennedy in einer Pressekonferenz am 5. Januar 2006 zu, dass er seit 18 Monaten eine Alkoholentziehungskur mache.
Er war der Hauptpfleger seines Vaters, der im April 2015 im Alter von 88 Jahren starb. Der Gesundheitszustand seines Vaters hatte Kennedy daran gehindert, am Wahlkampf für die Parlamentswahlen 2015 teilzunehmen.
Am 1. Juni 2015 starb Charles Kennedy im Alter von 55 Jahren im Haus seiner Familie in Schottland. Am 3. Juni erinnerten Abgeordnete des House of Commons in einer Gedenkstunde an ihren verstorbenen Kollegen. Die Familie teilte am 5. Juni mit, dass die Todesursache eine letztlich durch den chronischen Alkoholkonsum verursachte starke Blutung gewesen sei. Die Familie bedankte sich bei dieser Gelegenheit ausdrücklich bei allen, die Kennedy in seinen Bemühungen seinen Alkoholismus zu kontrollieren, geholfen haben. Am 12. Juni fand in Caol, nahe Fort William, die Trauerfeier statt. Anschließend wurde Kennedy im Familiengrab auf dem Friedhof von Clunes am Loch Lochy beigesetzt.